# Sály
Sály is een plaats (község) en gemeente in het Hongaarse comitaat Borsod-Abaúj-Zemplén. Sály telt 2234 inwoners (2001). Sály ligt in een dal, nog net in het Bükkgebergte. De omgeving is bergachtig en richting het dorp Látor is een ruïne van een kasteel.